# Musée d'Art coréen

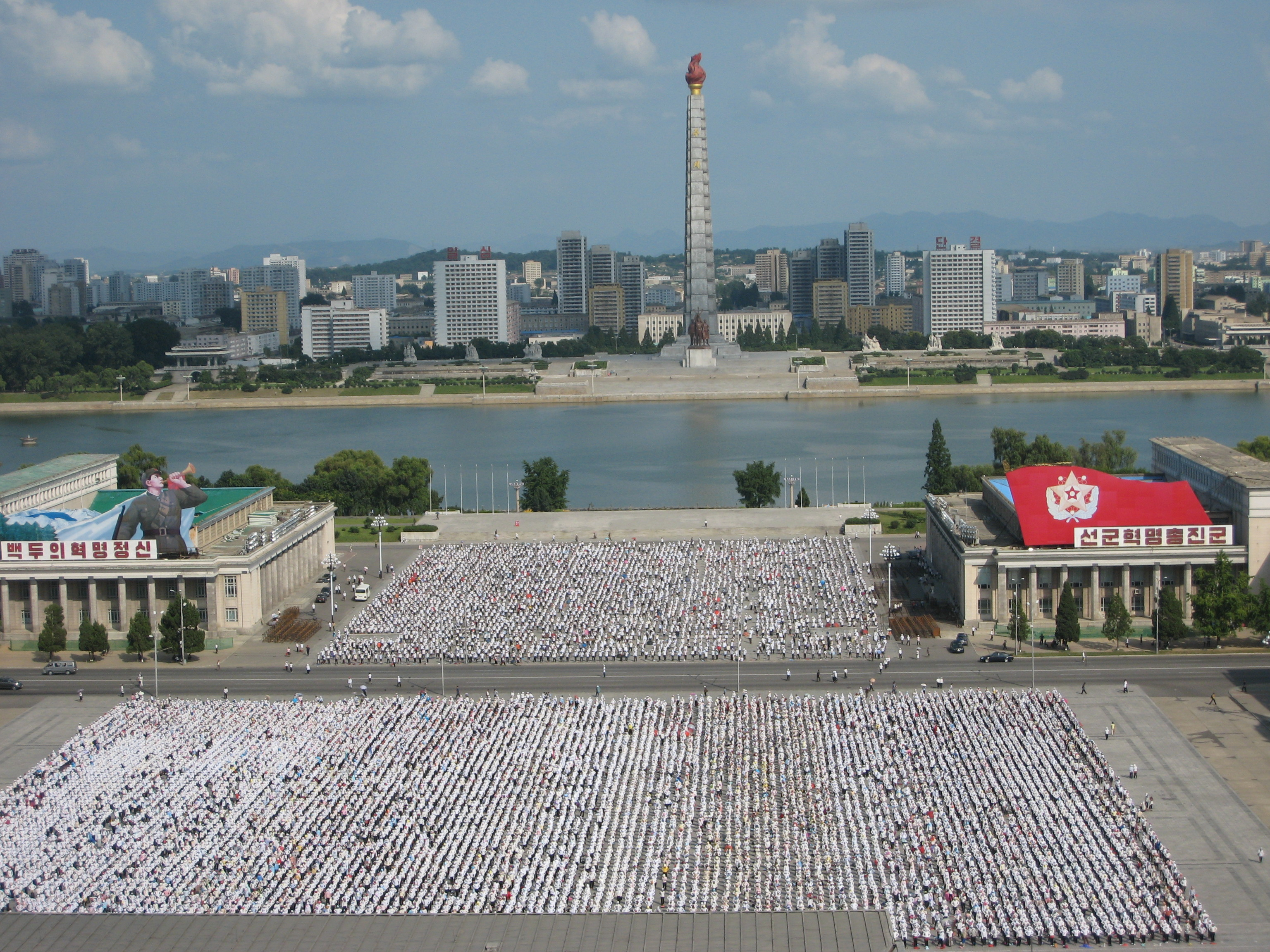
La galerie (à droite de la photo) est située sur la place Kim Il-sung juste en face du musée central d'histoire de Corée (à gauche).

Le Musée d'art coréen (hangeul : 조선미술박물관) est un musée d'art situé à Pyongyang en Corée du Nord. Elle a ouvert ses portes en août ou septembre 1954.

## Présentation
D'une superficie de 11 000 mètres carrés, ce musée expose sur trois étages des œuvres d'art coréennes des temps anciens à nos jours, autant des peintures que des sculptures. Dans l'ensemble, le bâtiment est de style néo-classique et dispose de plus de 22 salles d'exposition de différentes tailles. Comme il est courant dans tout le pays, une partie de l'exposition est consacrée aux anciens dirigeants nord-coréens Kim Il-sung et Kim Jong-il. Le toit est décoré côté rue d'une grande réplique du drapeau de l'armée populaire de Corée.
Le bâtiment est situé sur la place Kim Il-sung à côté du musée central d'histoire de Corée sur la rue Sungri dans l'arrondissement de P'yŏngyang-Centre.

## Crédit d'auteurs
- (de) Cet article est partiellement ou en totalité issu de l’article de Wikipédia en allemand intitulé « Koreanische Kunstgalerie » (voir la liste des auteurs).